# Colle Caruno
Colle Caruno è una frazione del Comune di Teramo, ad una distanza di 7 km dal capoluogo.

## Storia
Sugli antichi documenti è citato il nome di Colacaruni o Collecaruni, forse derivante da un certo Cola (Niccola) Caruni, sepolto in Teramo.
È appartenuto da antica data alla giurisdizione vescovile di Teramo, tanto che nell'anno 1123 fu ceduto in feudo ai Totoneschi, insieme a Gesso (oggi Villa Gesso) e Castagneto e Pozo Rotari (forse Poggio Rattieri). Nella Storia di Niccola Palma è citata l'esistenza della chiesa di San Giacomo già nel 1271.
Nel 1804 vi abitavano 19 anime, come risulta sul Dizionario di Luigi Ercole per la porzione appartenente a Teramo, 25 anime per la parte sotto lo Stato di Montorio e 27 anime per la parte sotto lo Stato di Bisegno. Per effetto della legge dell'8 dicembre 1806 di Giuseppe Napoleone che procedeva alla revisione della Divisione dei Distretti e dei Circondari del regno e dei Governi compresi in ciascuno di essi, Colle Caruno si trovò a far parte del Circondario di Teramo. Nel 1813 ci fu un'altra riforma dei Circondari e Colle Caruno fu confermata appartenente al Comune di Teramo che, in quella occasione, ebbe anche Forcella e Magnanella con Gesso e Colle Caruno già feudo vescovile.

## Monumenti

### Chiesa di San Giacomo
Già prima del 1271 la chiesa era esistente. Fu però rimaneggiata nel XVIII secolo, ed ha aspetto tardo-barocco. Una chiesa rurale a navata unica, con semplice facciata a capanna con portale a tutto sesto. Il piccolo campanile a vela è posteriore.